# Посилення на рівні землі
Посилення на рівні землі (англ. Ground Level Enhancement або Ground Level Event, GLE) – особливий клас сонячно-протонних штормів, у яких сонячні заряджені частинки мають достатню енергію для створення ефектів, які можна виміряти на поверхні Землі. Ці частинки (переважно протони) прискорюються до високих енергій або в сонячній атмосфері, або в міжпланетному просторі, при цьому тривають дискусії щодо переважного методу прискорення. Сонячно-протонні шторми зазвичай включають сонячні енергетичні частинки з енергією 10–100 МеВ, натомість події посилення на рівні землі пов'язані з частинками з енергією вище приблизно 400 МеВ.

## Визначення
За визначенням, подія посилення на рівні землі відбувається тоді, коли спостерігаються майже одночасні та статистично значущі збільшення рівнів реєстрації частинок на принаймні двох розташованих у різних місцях детекторах нейтронів, включаючи принаймні один детектор нейтронів поблизу рівня моря, а також відповідне збільшення потоку протонів, зафіксоване космічним приладом.
Також існує підклас подій, званий подіями субпосилення на рівні землі. Подія субпосилення на рівні землі (англ. sub-GLE) відбувається тоді, коли спостерігаються майже одночасні та статистично значущі збільшення рівнів реєстрації частинок на принаймні двох розташованих у різних місцях детекторах нейтронів, а також відповідне збільшення потоку протонів, зафіксоване космічним приладом, але без статистично значущого збільшення рівнів реєстрації нейтронів детекторами поблизу рівня моря.

## Опис
Заряджені частинки, що приходять від Сонця, зазвичай не мають енергії, необхідної для проникнення крізь магнітне поле Землі або верхні шари атмосфери. Однак, невелика кількість сонячних подій утворює заряджені частинки, здатні проникати крізь ці шари, спричиняючи атмосферні зливи. Коли цей потік частинок досягає рівня землі, його називають «посиленням на рівні землі». Ці ефекти зазвичай спостерігаються як підвищення рівня нейтронів та мюонів. Ці події можуть збільшити дозу опромінення людини на рівні моря або під час перебування в літаку, хоча й не настільки, щоб суттєво збільшити ризик розвитку раку протягом життя.
Посилення на рівні землі відрізняються від окремих космічних променів, оскільки в атмосферу Землі одночасно потрапляють багато заряджених частинок, що призводить до синхронізованої подій на великій площі. Термін "посилення на рівні землі" стосується цієї загальної події, а не зливи від окремої первинної частинки. Про посилення на рівні землі свідчить збільшення рівнів нейтронів та мюонів на одній або кількох станціях моніторингу, що зазвичай триває протягом 15 хвилин або довше, після чого відбувається повільніший спад до попередніх рівнів.
Посилення на рівні землі пов'язані з інтенсивними сонячними спалахами. Наприклад, посилення на рівні землі 17 травня 2012 року було пов'язане зі спалахом M-класу, який стався за 20 хвилин до того. Оскільки частинки, що викликають посилення на рівні землі, мають таку високу кінетичну енергію, вони рухаються дуже швидко й можуть бути використані для прогнозування подій сонячних енергетичних частинок, які мають нижчу енергію і приходять від Сонця пізніше.
Механізм, за яким сонячні спалахи та корональні викиди маси утворюють такі високоенергетичні частинки, досі не визначений. Деякі дослідження вказують, що вони утворюються здебільшого ударною хвилею коронального викиду маси, сильними спалахами або їхньою комбінацією або пов'язані із взаємодією між активною областю Сонця та магнітним полем Землі.
Посилення на рівні землі зазвичай супроводжується сонячною бурею. Частота виникнення подій посилення на рівні землі становила 29% для штормів класу S2 або вище, 36% для S3 або вище та 40% для S4.
Посилення на рівні землі є досить рідкісним явищем. Від 1940-х років спостерігали 76 подій посилення на рівні землі. Найновіша подія посилення на рівні землі номер 76 відбулася 21 листопада 2024 року. Посилення на рівні землі частіше відбуваються біля сонячного максимуму.